# Історія майбутнього (Гайнлайн)
Історія майбутнього — цикл художніх творів в жанрі наукової фантастики Роберта Гайнлайна, що описує передбачуване майбутнє людства з середини 20-го століття до початку 23 століття. Для нього Гайнлайн намалював спеціальну таблицю з хронологією всіх творів і відмітками про важливі події цієї історії. Схема була опублікована після того, як автор показав цю таблицю в 1940 Джону Кемпбелу. Кемпбел придумав термін «історія майбутнього» в лютому 1941 для журналу Astounding Science Fiction.
Гайнлайн написав велику частину «Історії Майбутнього» на початку своєї письменницької кар'єри в період між 1939-1941 і 1945-1950 роками. Більшість оповідань, написані до 1967 року, зібрані в збірці «Минуле через майбутнє». У цій збірці відсутні «Всесвіт» і «Здоровий глузд», які були опубліковані окремо в складі роману «Пасинки неба».
В циклі творів «Світ як міф», часова лінія «Історії майбутнього» має порядковий номер 2, або кодове ім'я «Леслі Ле Круа», по імені першої людини на Місяці.

## Номінації та нагороди
«Історія Майбутнього» була номінована в 1966 році на премію Г'юго як кращий цикл творів усіх часів, поряд з «Марсіанським циклом» Едгара Берроуза, «Lensman» Е. Е. Сміта, «Фундацією» Айзека Азімова і «Володарем перснів» Дж. Р . Р. Толкіна, але поступилася «Фундації».